# ニンティ・メンリン空港
林芝米林空港（簡体字中国語: 林芝米林机场）及びニンティ・メンリン空港は中華人民共和国チベット自治区ニンティ市メンリン市に位置する4C級の支線空港。八一鎮（ニンティ市巴宜区の政府所在地）から55km、メンリン県の市街から19km離れている。

## 概要
ヤルンツァンポ川の川沿いに有り、滑走路の長さは3km、幅は路肩を含めて60mである。工費は7.8億元かかった。
本空港は中国で最も飛行が難しい空港と言われている。航路は第二次世界大戦時の駝峰航線（駝峰航線）であり、チベット高原東南部の山間に有り、周囲を4000m級の高山に囲まれた狭くて湾曲した峡谷の中を飛行する。山と山の最狭窄部は4kmで天候も変わりやすく、毎日14時～18時の風速は27m/秒に達する。従って離着陸は午前中に行われる（ただし上海便は）。1年のうちで飛行に適した天気は僅か100日程度である。この為にアメリカNAVERUS社製のRNP（Required Navigation Performance/航法精度要件）装置を導入している。
民間空港であるが、中国人民解放軍が駐留し、兵員輸送にも用いられる。

## 沿革
- 2004年3月 - 基礎部分の工事開始[11]
- 2004年10月30日 - 主体構造の建設開始[5]
- 2006年3月9日 - 完成し、試験飛行開始[12]
- 2006年4月28日 - 中国民用航空局の試験を通過[13]
- 2006年7月12日 - ボーイング757-200による試験飛行が成功[14]
- 2006年9月1日 - 正式開港[15]
- 2008年8月10日 - 空港敷地の境界フェンスを改造開始[16]
- 2008年10月17日 - 境界フェンス改造竣工[16]
- 2009年9月2日 - エアバスA319の試験飛行が成功[17]

## 就航航空会社と就航路線
- 中国国際航空 - 成都
- チベット航空 - 成都, 上海（成都経由）, ラサ, 重慶

## 註釈・参考資料
1. 1 2 3 4  ZUNZの空港情報 - Great Circle Mapper.
2. 1 2  Airports in China from AirfieldMaps.co.uk
3. ↑  西藏打造林芝“森林機場”
4. 1 2  林芝機場一期工程建設記實（民航資源網）
5. 1 2  投資7.8億元的西藏林芝機場主体工程開工（民航資源網）
6. 1 2 3 4  國航波音757成功試航林芝米林高原機場（中廣網）
7. ↑  美国NAVERUS公司首席技術官富爾頓談RNP技術（民航資源網）
8. ↑  西藏林芝機場与駐場部隊軍民共建和諧機場（中国民用航空・航採網）
9. ↑  國航西南飛行部二大隊完成首次林芝運兵任務（民航資源網）
10. ↑  西藏林芝機場圓滿完成首次軍事運輸保障任務（中国民用航空・航採網）
11. ↑  林芝機場：掀起你的蓋頭來（民航資源網）
12. ↑  民航總局開始對林芝／米林機場進行校驗飛行（民航資源網）
13. ↑  西藏海拔最低機場——林芝機場通過竣工驗收（民航資源網）
14. ↑  國航波音B757-200飛機成功試航林芝高原機場（民航資源網）
15. ↑  中國飛行難度最大的西藏林芝機場正式投入運營 （中国民用航空・航採網）
16. 1 2  西藏林芝機場圍界改造工程順利竣工（雲南空港建建築工程有限公司）
17. ↑  國航空客A319飛機成功試飛林芝機場（新華網））